# フィル・ゴールド
フィル・ゴールド（CC GOQ FRSC FRCPC、Phil Gold、1936年9月17日 - ）はカナダの医師、科学者、教授、作家。

## 経歴
ケベック州モントリオール生まれ。1957年に理学の学士、1961年に理学の修士、1961年に医学博士、1965年にはマギル大学からDoctor of Philosophyを取得。1966年11月、王立カナダ内科外科大学で内科学専門医資格を取得した。
1965年、サミュエル・O・フリードマンと共同で癌胎児性抗原（carcinoembryonic antigen、CEA）を発見した。これは、癌の診断と管理における血液検査の腫瘍マーカーとして使用される。
ダグラス・G・キャメロン医学部教授、マギル大学生理学・腫瘍学教授。マギル大学医学部教授、モントリオール総合病院医長を務めた。
1978年にカナダ勲章オフィサーとなり、1985年にコンパニオンに昇格した。1989年にはケベック国家勲章オフィサーとなり、2019年にはグランド・オフィサーに昇格した。1977年、カナダ王立協会のフェローとなる。1978年、医学への卓越した発見や貢献に対して3～6人に贈られるガードナー財団国際賞を受賞。クイーン・エリザベス2世シルヴァー・ジュビリー・メダルとカナダ連邦125周年記念メダルを授与された。2010年4月13日、カナダ医学殿堂入りを果たした。

## 著書
- Freedman, Samuel O.、Gold, Phil『Clinical Immunology』Harper & Row、Hagerstown, Md.、1976年。ISBN 0-06-140834-4。OCLC 2189449。
- Gold, Phil (2023). Gold's Rounds. Montreal: McGill-Queen's University Press. ISBN 978-0-2280-1758-5. OCLC 1350839675[7]

## 研究出版物
- Gold, Phil; Freedman, Samuel O (1965). “Demonstration of tumor-specific antigens in human colonic carcinomata by immunological tolerance and absorption techniques”. The Journal of experimental medicine (The Rockefeller University Press) 121 (3):  439-462. doi:10.1084/jem.121.3.439. PMC 2137957. PMID 14270243.

## 受賞・受章・栄典
- 1977年 カナダ王立協会フェロー[8]。
- 1977年 クイーン・エリザベス2世シルヴァー・ジュビリー・メダル（英語版）[9]。
- 1978年 ガードナー財団国際賞[10]。
- 1978年 ヨハン・ゲオルク・ツィマーマンがん研究賞[9]。
- 1978年 カナダ勲章オフィサー[11]。
- 1982年 癌の血液検査における腫瘍マーカー開発に対してマニング・イノベーション賞[12]。
- 1985年 カナダ勲章コンパニオン[13]。
- 1985年 キラム賞（英語版）[9]。
- 1989年 ケベック国家勲章（英語版）オフィサー、2019年にグランド・オフィサーに昇格[14]。
- 1992年 カナダ国立がん研究所 R.M. Taylor メダル[9]。
- 1992年 カナダ連邦125周年記念メダル[9]。
- 2002年 クイーン・エリザベス2世ゴールデン・ジュビリー・メダル（英語版）[15]。
- 2004年 米国臨床化学協会（American Association for Clinical Chemistry、AACC）Edwin F. Ullman賞[16]。
- 2010年 カナダ医学殿堂（英語版）入り[17]。
- 2012年 クイーン・エリザベス2世ダイヤモンド・ジュビリー・メダル（英語版）[18]
- 2018年5月 クイーンズ大学キングストン校で、クイーンズ医学部の2018年卒業式と同時に名誉科学博士号を授与[19]。
- 2019年5月22日ブリティッシュコロンビア大学から名誉博士号を授与[20][21]。
- 2022年10月27日マギル大学からマギルメダル[22]。